# Ecnomus mennelli
Ecnomus mennelli är en nattsländeart som beskrevs av Barnard och Clark 1986. Ecnomus mennelli ingår i släktet Ecnomus och familjen trattnattsländor. Inga underarter finns listade i Catalogue of Life.